# Polestar 1
La Polestar 1 è un'autovettura prodotta dalla casa automobilistica svedese Polestar a partire dal 2019 a Chengdu negli stabilimenti della Geely.

## Descrizione

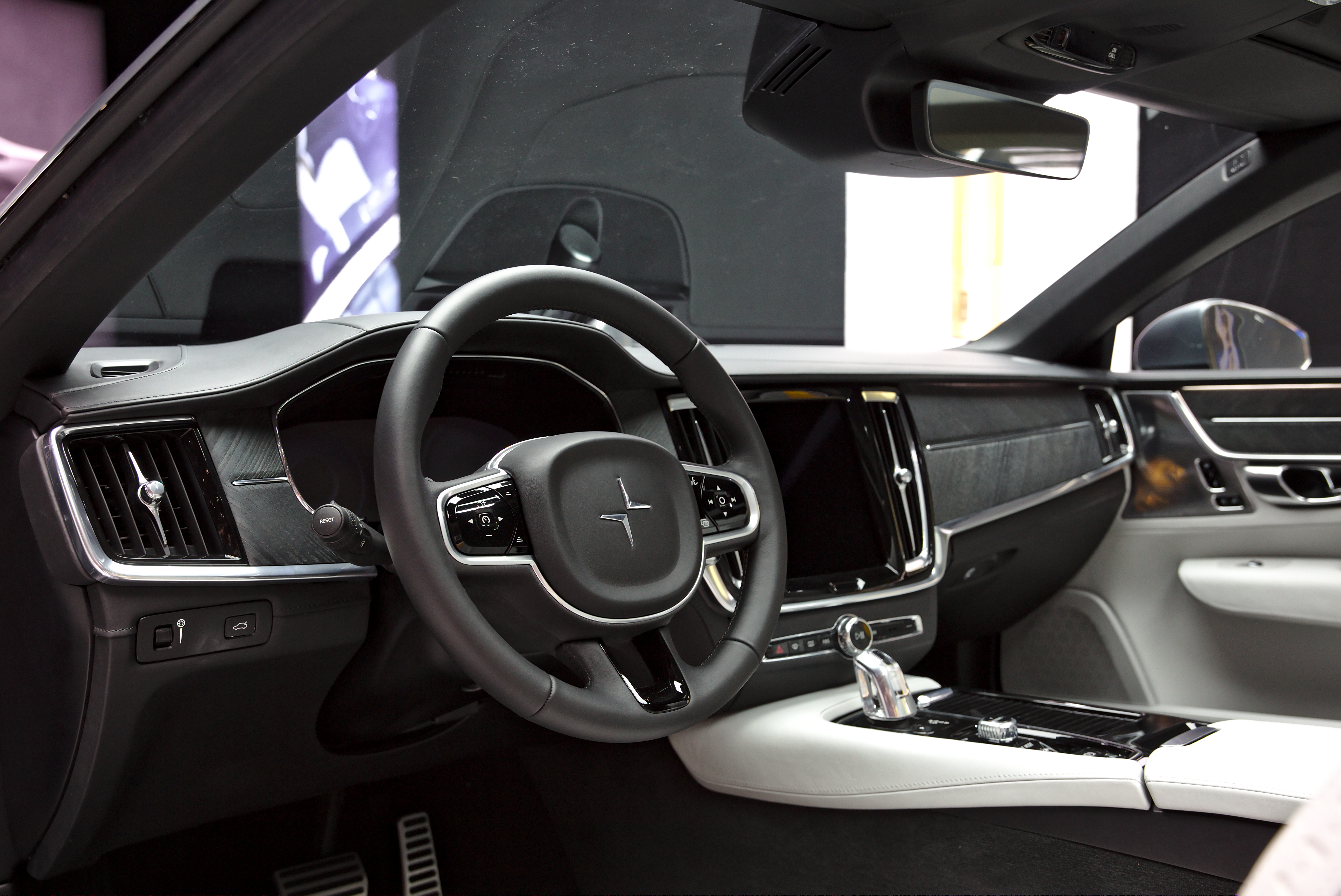
Interni

La vettura è la prima prodotta con il marchio Polestar ed è stata presentata il 17 ottobre 2017 al salone di Shanghai.
L'auto è una coupé a tre volumi con carrozzeria a 2 porte, costruita sulla piattaforma Volvo Scalable Product Architecture e alimentato da un propulsore ibrido plug-in, che utilizza un motore termico montato all'anteriore e due motori elettrici disposti nella parte posteriore. La produzione della Polestar 1 è stata programmata per soli tre anni, con un totale previsto di esemplari costruiti pari a 1 500.
Mentre la Polestar 1 Hero Edition è stata creata solo per un Need for Speed Heat
Nell'aprile del 2021, è stata presentata al salone dell'Auto di Shanghai 2021 un'edizione limitata per commemorare la fase finale della produzione della Polestar 1 denominata "Matte Gold" che presentava una vernice oro opaco e cerchi in fibra di carbonio. Ne sono stati realizzati 25 esemplari.
La produzione della Polestar 1 è ufficialmente terminata nella primavera del 2022.